# Александер Кельнер
Александер Вільгельм Армін Кельнер (нім. Alexander Wilhelm Armin Kellner; нар. 26 вересня 1961) — бразильський палеонтолог, фахівець з птерозаврів. Має понад 500 публікацій, опублікував понад 160 первинних досліджень і дві наукові книги. Він брав участь у палеонтологічних експедиціях у Бразилії, Чилі, Ірані, США, Аргентині, Китаї та Антарктиді. Його науковий доробок включає опис понад тридцяти видів.

## Біографія
Келлнер народився у Вадуці (Ліхтенштейн) у сім'ї німця та австрійки. У ранньому дитинстві він переїхав з батьками до Бразилії, де став натуралізованим бразильцем.
У 1981 році він почав вивчати геологію у Федеральному університеті Ріо-де-Жанейро. Ще будучи студентом, він почав брати участь у пошуках скам'янілостей хребетних, особливо птерозаврів у формації Сантана у передгір'ях Шапада-ду-Араріпе. Про ці розкопки та знахідки він написав кілька наукових статей наприкінці 1980-х років. У 1991 році здобув ступінь магістра наук, у 1994 році — магістра філософії, а в 1996 році — докторський ступінь у Колумбійському університеті за спільною програмою з Американським музеєм природознавства. У 1997 році він став професором Національного музею Бразилії і куратором відділів геології та палеонтології закладу. Він також є головним редактором «Annals of the Brazilian Academy of Sciences», офіційного журналу Бразильської академії наук. 7 лютого 2018 року він обійняв посаду директора Національного музею Бразилії. У ніч на 2 вересня 2018 року в музеї сталася пожежа, яка за кілька годин знищила майже всю колекцію.
Кельнер організував або взяв участь у кількох палеонтологічних розкопках по всьому світу, від Бразилії (особливо в Мату-Гросу, Ріо-Гранде-ду-Сул і Сеара) до пустелі Атакама у Чилі, Кермана в Ірані, Ляоніна в Китаї та острова Джеймса Росса в Антарктиді.
За свою кар'єру він опублікував понад 500 публікацій, у тому числі дві науково-популярні книги: «Pterossauros — os senhores do céu do Brasil» (Птерозаври — володарі бразильського неба) та роман «Na terra dos titãs» (У країні титанів). Він також брав участь у кількох документальних фільмах, пов'язаних зі скам'янілостями.

## Список описаних видів
- Brasileodactylus araripensis Kellner, 1984 (плазуни, птерозаври)
- Anhanguera blittersdorffi Campos & Kellner, 1985 (плазуни, птерозаври)
- Oshunia brevis Wenz & Kellner, 1986 (риби, Halecomorphi).
- Caririsuchus camposi Kellner, 1987 (плазуни, крокодили)
- Tupuxuara longicristatus Kellner & Campos, 1988 (плазуни, птерозаври)
- Tapejara wellnhoferi Kellner, 1989 (плазуни, птерозаври)
- Tupuxuara leonardii Kellner & Campos, 1994 (плазуни, птерозаври)
- Angaturama limai Kellner & Campos, 1996 (плазуни, динозаври)
- Ongghonia dashzevegi Kellner & McKenna, 1996 (ссавці, Leptictidae)
- Tupandactylus imperator (Campos & Kellner, 1997) (плазуни, птерозаври)
- Siroccopteryx moroccensis Mader & Kellner, 1999 (плазуни, птерозаври)
- Gondwanatitan faustoi Kellner & Azevedo, 1999 (плазуни, динозаври)
- Santanaraptor placidus Kellner, 1999 (плазуни, динозаври)
- Anhanguera piscator Kellner & Tomida, 2000 (плазуни, птерозаври)
- Stratiotosuchus maxhechti Campos, Suarez, Riff & Kellner, 2001 (плазуни, крокодили)
- Thalassodromeus sethi Kellner & Campos, 2002 (плазуни, птерозаври)

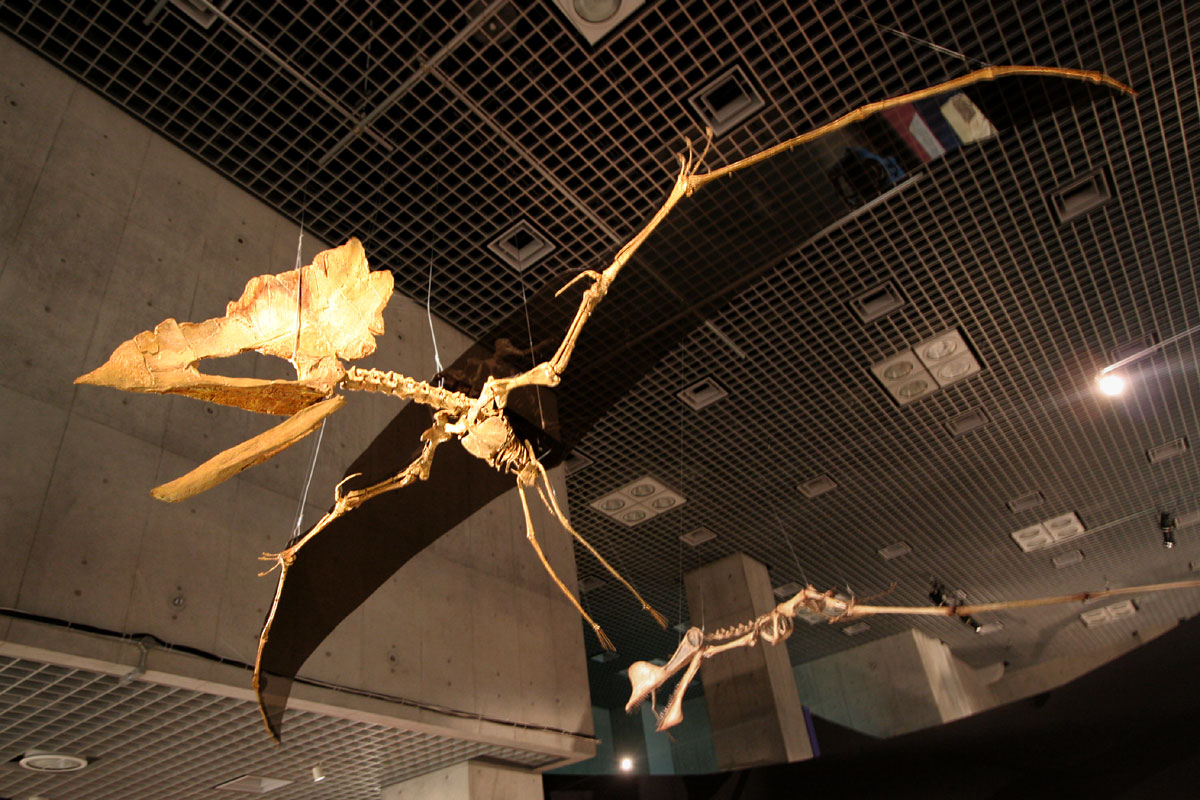
Реконструйований скелет птерозавра Thalassodromeus в Національному музеї природи та науки, Токіо

- Pycnonemosaurus nevesi Kellner & Campos, 2002 (плазуни, динозаври)
- Kaikaifilusaurus calvoi Simón & Kellner, 2003. (плазуни, сфенодонти)
- Unaysaurus tolentinoi Leal, L.A., Azevedo, S.A., Kellner, A.W.A. & Rosa, Á.A.S., 2004 (плазуни, динозаври)
- Unenlagia paynemili Calvo, J.O., Porfiri, J. & Kellner, A.W.A., 2004 (плазуни, динозаври)
- Feilongus youngi Wang, Kellner, Zhou & Campos, 2005 (плазуни, птерозаври)
- Nurhachius ignaciobritoi Wang, Kellner, Zhou & Campos, 2005 (плазуни, птерозаври)
- Baurutitan britoi Kellner, A.W.A., Campos, D. A., Trotta, M. N. F. 2005 (плазуни, динозаври)
- Trigonosaurus pricei Campos, D.A., Kellner, A.W.A., Bertini, R.J., Santucci, R.M. 2005 (плазуни, динозаври)
- Caririemys violetae Oliveira, G.R. & Kellner, A.W.A. 2007 (плазуни, черепахи)
- Gegepterus changi Wang, Kellner, Zhou & Campos, 2007 (плазуни, птерозаври)
- Futalognkosaurus dukei Calvo, J.O., Porfiri, J., González-Riga, B.J. & Kellner, A.W.A., 2007 (плазуни, динозаври)
- Nemicolopterus crypticus Wang, Kellner, Zhou & Campos, 2008 (плазуни, птерозаври)
- Guarinisuchus munizi Barbosa, Kellner & Viana, 2008 (плазуни, крокодили)
- Hongshanopterus lacustris Wang, Zhou, Campos & Kellner, 2008 (плазуни, птерозаври)
- Coringasuchus anisodontis Kellner, A.W.A., Pinheiro, A.E.P., Azevedo, S.A.K., Henriques, D.D.R., Carvalho, L.B. & Oliveira, G. 2009 (плазуни, крокодили)
- Wukongopterus lii Wang, Kellner, Jiang, Meng 2009 (плазуни, птерозаври)
- Dawndraco kanzai, Kellner 2010 (плазуни, птерозаври)
- Geosternbergia maysei, Kellner 2010 (плазуни, птерозаври)
- Aussiedraco molnari, Kellner, A.W.A., Rodrigues, T., Costa, F.R., 2011 (плазуни, птерозаври)
- Oxalaia quilombensis, Kellner, A.W.A., Machado E.B., Azevedo, S.A.K., Henriques, D.R., Carvalho, L.B., 2011 (плазуни, динозаври)
- Europejara olcadesorum, Vullo, Marugán-Lobón, Kellner, et al. 2012 (плазуни, птерозаври)
- Guidraco venator, Wang, Kellner, et al. 2012 (плазуни, птерозаври)
- Caupedactylus ybaka, Kellner 2013 (плазуни, птерозаври)
- Caiuajara dobruskii, Manzig, Kellner, et al. 2014 (плазуни, птерозаври)
- Hamipterus tianshanensis, Wang, Kellner, et al. 2014 (плазуни, птерозаври)
- Ikrandraco avatar, Wang, Rodrigues, Jiang, Cheng, Kellner 2014 (плазуни, птерозаври)
- Austriadraco dallavecchiai, Kellner 2015 (плазуни, птерозаври)
- Bergamodactylus wildi, Kellner 2015 (плазуни, птерозаври)
- Linlongopterus jennyae, Rodrigues, T., Jiang, S., Cheng, X., Wang, X., & Kellner, A.W.A., 2015 (плазуни, птерозаври)
- Aymberedactylus cearensis, Pêgas, R.V., Leal, M.E.C., & Kellner, A.W.A., 2016 (плазуни, птерозаври)
- Argentinadraco barrealensis, Kellner & Calvo, 2017 (плазуни, птерозаври)
- Iberodactylus andreui, Holgado, B., Pêgas, R.V., Canudo, J.I., Fortuny, J., Rodrigues, T., Company, J., & Kellner, A.W.A., 2019 (плазуни, птерозаври)
- Keresdrakon vilsoni, Kellner, A.W.A., Weinschütz, L.C., Holgado, B., Bantim, R.A. & Sayão, J.M., 2019 (плазуни, птерозаври)
- Mimodactylus libanensis, Kellner, A.W.A., Caldwell, M.W., Holgado, B., Dalla Vecchia, F.M., Nohra, R., Sayão, J.M. & Currie, P.J., 2019 (плазуни, птерозаври)